# 沙馬尼夫卡
46°47′20″N 30°43′25″E / 46.78889°N 30.72361°E
沙馬尼夫卡（烏克蘭語：Шаманівка）是位於烏克蘭西南部的村莊，由敖德萨州敖德萨区的克拉斯諾西爾卡市鎮負責管轄。該村始建於1936年，面積0.62平方公里，海拔高度30米，2001年人口116。